# Nipponeurorthus fasciatus
Nipponeurorthus fasciatus is een insect uit de familie van de Nevrorthidae, die tot de orde netvleugeligen (Neuroptera) behoort. 
Nipponeurorthus fasciatus is voor het eerst wetenschappelijk beschreven door Nakahara in 1958.